# 努·穆罕默德·阿茲林·阿尤布
努·穆罕默德·阿茲林·阿尤布（1993年7月19日—），媒體通常簡稱為阿茲林或諾阿茲林，馬來西亞男子羽毛球運動員。

## 簡歷
阿茲林在一開始是主練單打，並曾隨馬來西亞青年隊參加世界青年羽毛球錦標賽和亞洲青年羽毛球錦標賽，並曾在2013年的伊斯蘭團結運動會贏得羽毛球比賽男子單打金牌。
2015年12月，成為自由人的阿茲林與另一名前國家隊隊員阿里夫阿都拉迪夫搭檔，出戰马来西亚全国羽毛球大奖赛总决赛男子雙打，並在決賽以1比2（11-21、21-15、22-20）爆冷擊敗陈蔚元/张御宇。事後阿里夫表示，他一直是以訓練單打為主，而阿茲林也是賽前兩個月才轉練雙打，所以對贏得冠軍感到有些意外。
2016年，阿茲林改與Jagdish Singh搭檔參加男子雙打項目。同年5月，兩人出戰樂魚羽毛球國際挑戰賽，在決賽以1比2（21-14、21-14、21-14）敗於新加坡的丹尼·巴瓦·克里斯南塔/亨德拉·維加亞。
2017年5月，阿茲林與Jagdish Singh再次參加樂魚羽毛球國際挑戰賽，他們先在準決賽以直落二擊敗同樣來自馬來西亞的李健億/林政廷，但在決賽時卻以直落二敗於中國的康駿/章思傑，第二次在該賽事收穫亞軍。
2017年8月，阿茲林代表馬來西亞出戰在臺北市舉辦的世界大學運動會羽毛球比賽，在混合團體項目獲得銅牌；而在混合雙打項目則與吳玥青搭檔晉級至決賽，最後在先勝一局的情況下，以1比2（21-12、16-21、14-21）敗於中華台北代表王齊麟/李佳馨，僅獲銀牌。

## 主要比賽成績
| 年份   | 賽事                     | 公開賽級別 | 項目     | 搭檔                 | 成績   |
| ------ | ------------------------ | ---------- | -------- | -------------------- | ------ |
| 2010年 | 世界青年羽毛球錦標賽     | 其他       | 混合團體 | －                   | 銅牌   |
| 2011年 | 亞洲青年羽毛球錦標賽     | 其他       | 混合團體 | －                   | 銀牌   |
| 2011年 | 世界青年羽毛球錦標賽     | 其他       | 混合團體 | －                   | 金牌   |
| 2016年 | 樂魚羽毛球國際挑戰賽     | 國際挑戰賽 | 男子雙打 | Jagdish Singh        | 亞軍   |
| 2016年 | 世界大學生羽毛球錦標賽   | 其他       | 混合雙打 | 鄒美君               | 銅牌   |
| 2017年 | 越南羽毛球國際挑戰賽     | 國際挑戰賽 | 男子雙打 | Jagdish Singh        | 準決賽 |
| 2017年 | 樂魚羽毛球國際挑戰賽     | 國際挑戰賽 | 男子雙打 | Jagdish Singh        | 亞軍   |
| 2017年 | 馬來西亞羽毛球國際系列賽 | 國際系列賽 | 男子雙打 | Jagdish Singh        | 準決賽 |
| 2017年 | 世界大學運動會羽球比賽   | 其他       | 混合雙打 | 吳玥青               | 銀牌   |
| 2017年 | 世界大學運動會羽球比賽   | 其他       | 混合團體 | －                   | 銅牌   |
| 2018年 | 大阪羽毛球國際挑戰賽     | 國際挑戰賽 | 男子雙打 | 阿里夫阿都拉迪夫     | 亞軍   |
| 2018年 | 馬來西亞羽毛球國際挑戰賽 | 國際挑戰賽 | 混合雙打 | 德维·蒂卡·佩马塔萨里 | 準決賽 |
| 2018年 | 俄羅斯羽毛球公開賽       | 超級100賽  | 男子雙打 | 阿里夫阿都拉迪夫     | 冠軍   |
| 2018年 | 越南羽毛球公開賽         | 超級100賽  | 男子雙打 | 阿里夫阿都拉迪夫     | 準決賽 |
| 2018年 | 海得拉巴羽毛球公開賽     | 超級100賽  | 男子雙打 | 阿里夫阿都拉迪夫     | 準決賽 |
| 2018年 | 世界大学生羽毛球锦标赛   | 其他       | 男子雙打 | 劉雋程               | 冠軍   |
| 2022年 | 奧里薩羽毛球公開賽       | 超級100賽  | 男子雙打 | 林欽華               | 冠軍   |
| 2022年 | 蒙古國羽毛球國際挑戰賽   | 國際挑戰賽 | 男子雙打 | 劉雋程               | 準決賽 |
| 2023年 | 高雄羽毛球大師賽         | 超級100賽  | 男子雙打 | 陳蔚強               | 準決賽 |
| 2023年 | 吉隆坡羽毛球大師賽       | 超級100賽  | 男子雙打 | 陳蔚強               | 準決賽 |
| 2024年 | 高雄羽毛球大師賽         | 超級100賽  | 男子雙打 | 陳蔚強               | 準決賽 |
| 2024年 | 澳門羽毛球公開賽         | 超級300賽  | 男子雙打 | 陳蔚強               | 準決賽 |
| 2024年 | 印尼泗水羽毛球大師賽     | 超級100賽  | 男子雙打 | 陳蔚強               | 準決賽 |
| 2024年 | 日本熊本羽毛球大師賽     | 超級500賽  | 男子雙打 | 陳蔚強               | 準決賽 |

| 2007-2017年 | 首要超級賽 | 超級賽 | 黃金大獎賽 | 大獎賽 | 國際挑戰賽 | 國際系列賽 | 未來系列賽 | 其他 |

| 2018-2026年 | 總決賽 | 超級1000賽 | 超級750賽 | 超級500賽 | 超級300賽 | 超級100賽 | 國際挑戰賽 | 國際系列賽 | 未來系列賽 | 其他 |

### 奧運會和世錦賽參賽紀錄
|          | 搭檔             | 2019 |
| -------- | ---------------- | ---- |
| 男子雙打 | 阿里夫阿都拉迪夫 | 48強 |